# Württembergische F 1
Die Klasse F 1 der Königlich Württembergischen Staats-Eisenbahnen umfasste 28 dreifach gekuppelte Güterzug-Dampflokomotiven, die 1893 von der Maschinenfabrik Esslingen gebaut wurden. 
Sie ähnelten der Klasse F 1c, hatten jedoch ein Triebwerk mit einfacher Dampfdehnung. Der Achsstand betrug 5.000 mm. Die vordere und hintere Achse waren mit dem Rahmen und untereinander so verbunden, dass sie sich mittels Klose-Lenkwerk an den jeweils durchfahrenen Kurvenradius anpassten. Die Wahl war auf dieses komplizierte Triebwerk gefallen, weil zu große feste Achsstände den Bogenlauf erschweren und zu hohem Verschleiß führen, kurze Achsstände keine hohen Geschwindigkeiten zulassen und die fünffach gekuppelte Klasse G seit 1892 erfolgreich im Einsatz war.
Die Maße der Zylinder entsprachen denen der Klasse F 2, der Raddurchmesser betrug 1380 mm und der Kesseldruck 14 bar. Die sonstigen Fahrzeugabmessungen entsprachen der Klasse F 1c. Die Höchstgeschwindigkeit war auf 60 km/h festgelegt worden und damit deutlich höher als die der Klassen F 2 und Fc.
Die zuvor gebauten sechs Lokomotiven mit Verbundtriebwerk wurden als Klasse F 1c eingeordnet. Die Klose-Bauarten wurden trotz guter Laufeigenschaften wegen hoher Unterhaltungskosten nicht weiterbeschafft. Stattdessen wurden ab 1896 wieder Lokomotiven der Klasse Fc gebaut.
Elf Exemplare waren  für eine Übernahme durch die Reichsbahn als 53 8401 bis 53 8411 vorgesehen, wurden jedoch vor 1925 ausgemustert und erschienen nicht mehr im endgültigen Umzeichnungsplan.
Die Lokomotiven waren mit zweiachsigen Schlepptendern gekuppelt.